# Mirka Francia
Pour les articles homonymes, voir Francia.
Mirka Francia Vasconcelos est une ancienne joueuse italo-cubaine de volley-ball née le 14 février 1975 à Santa Clara (Cuba). Elle mesure 1,84 m et jouait réceptionneuse-attaquante. Elle a totalisė 203 sélections en équipe de Cuba.

## Clubs
| Club                | Pays    | De        | À             |
| ------------------- | ------- | --------- | ------------- |
| Cuba                | Cuba    |           | 1997-1998     |
| Romanelli Firenze   | Italie  | 1998-1999 | 1998-1999     |
| Despar Pérouse      | Italie  | 1999-2000 | 1999-2000     |
| Inactive            |         | 2000-2001 | 2002-jan 2002 |
| Despar Perugia      | Italie  | jan 2002  | 2007-2008     |
| Eczacıbaşı İstanbul | Turquie | 2008-2009 | 2011-2012     |

## Palmarès

### Équipe nationale
- Jeux olympiques (2)
  -  1996 à Atlanta
  -  2000 à Sydney
- Championnat du monde (2)
  - Vainqueur : 1994, 1998
- Coupe du monde
  - Vainqueur : 1995, 1999
- Grand Prix Mondial (2)
  - Vainqueur : 1993, 2000
  - Finaliste : 1994, 1996, 1997
- World Grand Champions Cup
  - Finaliste :1997
- Championnat d'Amérique du Nord
  - Vainqueur : 1991, 1993, 1995, 1997, 1999.

### Clubs
- Ligue des champions
  - Vainqueur : 2006, 2008
- Coupe de la CEV
  - Vainqueur : 2005, 2007
- Coupe des Coupes
  - Vainqueur : 2000
- Championnat d'Italie
  - Vainqueur : 2003, 2005, 2007
- Coupe d'Italie
  - Vainqueur : 2003, 2005, 2007
- Supercoupe d'Italie
  - Vainqueur : 2007
- Coupe de Turquie 
  - Vainqueur : 2009, 2011, 2012.
- Supercoupe de Turquie
  - Vainqueur: 2011.
- Championnat de Turquie 
  - Vainqueur : 2012.

### Récompenses individuelles
- Coupe du monde féminine de volley-ball 1999: Meilleure contreuse.
- Ligue des champions féminine de volley-ball 2005-2006: Meilleure attaquante.
- Coupe de la CEV féminine 2007 : Meilleure marqueuse.
- Ligue des champions féminine de volley-ball 2007-2008: Meilleure attaquante.